# Gösta Berlings Saga
Gösta Berlings Saga is een roman van de Zweedse schrijfster Selma Lagerlöf. Het boek werd voor het eerst uitgegeven in 1891 door Albert Bonniers Förlag in Stockholm. Het boek werd in het Nederlands vertaald als Gösta Berling.

## Achtergrond
In de zomer van 1890 bood een Zweeds tijdschrift, de Idun, een prijs voor de beste roman van een zekere lengte. Lagerlöf deed mee met de wedstrijd met een paar hoofdstukken van Gösta Berling, een verhaal dat toen in haar gedachten vorm begon aan te nemen, en won daarmee de prijs. In Gösta Berling is Lagerlöf een romantica; het boek is een reactie op het realisme, dat op dat moment de overhand had. Als kind had ze de volksverhalen van haar omgeving in zich opgenomen, en later besloot ze dat het haar missie was uitdrukking te geven aan deze verhalen. Gösta Berling wordt het epos in proza van het Zweedse plattelandsleven genoemd.

## Bewerkingen

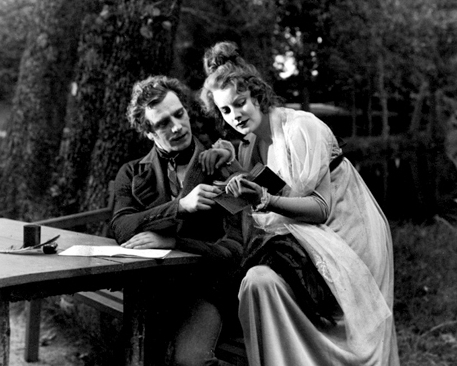
Greta Garbo in de verfilming van Gösta Berlings Saga (1924)

- In 1924 werd het boek verfilmd met in de hoofdrol de toen nog onbekende Greta Garbo, en de populaire acteurs Lars Hanson en Gerda Lundequist.
- In 1925 voltooide de componist Riccardo Zandonai zijn opera I cavalieri di Ekebù, die op het boek gebaseerd is.
- In 2004 werd in Zweden een progressieve rockgroep gevormd met de naam Gösta Berlings Saga.